# Hartmanice (Plzeň)
Hartmanice é uma cidade checa localizada na região de Plzeň, distrito de Klatovy.